# Kusu (Ōita)
Kusu (jap. 玖珠町 Kusu-machi) – miasto w Japonii, na wyspie Kiusiu, w prefekturze Ōita. Według danych na rok 2020 miejscowość zamieszkiwało 14 386 mieszkańców , a gęstość zaludnienia wyniosła 50,2 os./km².